# 堅頭類
堅頭類（学名：Stegocephalia）是肉鳍鱼总纲扇鳍纲四足形亚纲的演化支，起源於泥盆纪的晚泥盆世，其成員仅剩四足类存活至今。早期堅頭類動物外貌像蠑螈，并渐渐演化出今日爬行类的形态。堅頭類動物得名於其化石，由於牠們的頭骨均有堅硬的骨甲。這個詞是在1868年由美國古生物學家愛德華·德林克·科普（Edward Drinker Cope）創製，源於希臘語的，意思就是“有屋頂的頭”。

## 分類
堅頭類動物原來是一個目，後來改用迷齿亚纲這個名稱，然後再細分為三個目。然而，由於堅頭類（以及迷齿亚纲）是一個並系群，現在這個名稱只在非正式場合使用，用以表示早期的非魚類脊椎動物，不包括羊膜動物（即首種爬蟲類動物及其後代）和今日的滑体亚纲動物。
古生物學家米歇爾·勞林重新起用「堅頭類」這個名詞來定義分支系統學上比較离片椎目關係更密切，而离潘氏魚较远的有脊椎動物（已知与四足类关系最亲的类群还保有一对鳍，见下) 。因此，堅頭類包括所有有腳趾而沒有鰭的有脊椎動物，以及少數仍然保有一對鰭的早期四足總綱動物，例如散步鱼（Elginerpeton）、变额螈（Metaxygnathus）、孔螈（Ventastega）、海纳螈（Hynerpeton）等。與舊的定義不同的是：現時的堅頭類只用於一個單系群，而不是並系群，用以取代「四足類」這個定義較上層的名稱。